# Kosta Koufos
Konstantine Demetrios „Kosta“ Koufos  (griechisch Κώστας Κουφός / Kóstas Koufós; * 24. Februar 1989 in Canton) ist ein griechisch-US-amerikanischer Basketballspieler, der bei einer Körpergröße von 2,13 Metern auf der Position des Centers spielt.

## Karriere

### Auf Vereinsebene
Koufos, der als Sohn griechischer Einwanderer in den Vereinigten Staaten aufwuchs, spielte ein Jahr für die Hochschulmannschaft der Ohio State University. Er wurde im NBA Draft 2008 in der ersten Runde an 23. Stelle von den Utah Jazz ausgewählt. Sein Debüt in der NBA gab Koufos am 1. November 2008 bei einer Begegnung gegen die Los Angeles Clippers. Am 11. November 2008 gelangen ihm beim Spiel gegen die Philadelphia 76ers seine ersten NBA-Punkte. In seinen ersten beiden Jahren wechselte Koufos jedoch viel zwischen dem Jazz und dem Farmteam des Jazz, dem Utah Flash. Nach zwei Jahren wurde er im Sommer 2010 zusammen mit künftigen Draft-Auswahlrechten für Al Jefferson zu den Minnesota Timberwolves transferiert. Nach wenigen Spielen für die Wolves spielte er ab Februar 2011 bei den Denver Nuggets. Mit 16 Rebounds erzielte er seinen bisherigen Karrierebestwert im Heimspiel gegen die Memphis Grizzlies am 15. März 2013. In der Saison 2012/13 etablierte er sich als Stammspieler und erzielte mit 8,0 Punkte, 1,3 Blocks und 6,9 Rebounds jeweils Karrierebestwerte.
Zur Saison 2013/14 wurde Koufos im Tausch für Darrell Arthur von den Nuggets zu den Memphis Grizzlies abgegeben. In Memphis spielte er meist als Ersatzmann für den spanischen Center Marc Gasol. Für die Grizzlies spielte Koufos bis Sommer 2015. Nach Ablauf seines Vertrages schloss er sich den Sacramento Kings an. Wie im vorherigen Verlauf seiner Profikarriere war er bei den Kaliforniern ein zuverlässiger Spieler, der als Brettcenter klassischer Prägung insbesondere durch seine Verteidigungsarbeit und das Einsammeln von Rebounds auffiel, im Angriff jedoch meist nur eine untergeordnete Rolle spielte.
Im Alter von 30 Jahren verließ er die NBA in der Sommerpause 2019 und schloss sich der russischen Spitzenmannschaft ZSKA Moskau an. In der Liga VTB stand er für die russische Mannschaft in zehn Spielen (8,4 Punkte/Spiel) und in der EuroLeague in 17 Spielen (3,7 Punkte/Spiel) auf dem Feld. Nach der Saison 2019/20 war er zunächst vereinslos, im Februar 2021 schloss er sich Olympiakos Piräus an.
Zur Saison 2021/22 wechselte Koufos zur Mannschaft NBA G League Ignite in die NBA G-League. Er bestritt nur ein Spiel für die Mannschaft, in der Sommerpause 2022 vermeldeten die London Lions seine Verpflichtung. In der British Basketball League war Koufos während der Hauptrunde des Spieljahres 2022/23 mit 9,1 Rebounds je Begegnung in dieser Wertung führend, er erzielte ebenfalls 12,1 Punkte je Begegnung.

### Nationalmannschaft
Mit der griechischen U18-Nationalmannschaft nahm Koufos 2007 an der Europameisterschaft in Spanien teil und dominierte durch seine Leistungen das Turnier. Neben der gewonnenen Silbermedaille wurde Koufos zum Most Valuable Player (MVP) des Turniers gewählt und ins All Tournament Team berufen. In sieben von acht Spielen erreichte Koufos dabei ein Double-Double und schloss die Austragung im Schnitt mit 26,5 Punkten, 13 Rebounds und 3,5 Blocks pro Spiel ab, was in jeder Kategorie mit weitem Abstand die besten Werte waren.

## Erfolge und Auszeichnungen
- Bronze-Medaille bei der Europameisterschaft 2009
- NIT-Sieger: 2008
  - MVP-NIT: 2008
- U18 Vize-Europameister: 2007
  - MVP der U18-Europameisterschaft: 2007
  - U18-EM All Tournament Team: 2007
- Teilnahmen an Europameisterschaften: 2009, 2011, 2015